# Alpena (Dakota del Sur)
Alpena es un pueblo ubicado en el condado de Jerauld en el estado estadounidense de Dakota del Sur. En el Censo de 2010 tenía una población de 286 habitantes y una densidad poblacional de 67,17 personas por km².

## Geografía
Alpena se encuentra ubicado en las coordenadas 44°11′0″N 98°22′6″O / 44.18333, -98.36833. Según la Oficina del Censo de los Estados Unidos, Alpena tiene una superficie total de 4.26 km², de la cual 4.22 km² corresponden a tierra firme y (0.85%) 0.04 km² es agua.

## Demografía
Según el censo de 2010, había 286 personas residiendo en Alpena. La densidad de población era de 67,17 hab./km². De los 286 habitantes, Alpena estaba compuesto por el 86.71% blancos, el 0% eran afroamericanos, el 0.7% eran amerindios, el 0% eran asiáticos, el 1.05% eran isleños del Pacífico, el 9.79% eran de otras razas y el 1.75% pertenecían a dos o más razas. Del total de la población el 23.78% eran hispanos o latinos de cualquier raza.